# Presidenti della Provincia di Trapani
Elenco dei presidenti dell'amministrazione provinciale di Trapani.

## Regno d'Italia (1861–1946)

### Governatori (1860–1861)
- Enrico Parisi (giugno – 10 dicembre 1860)
- Corrado Arezzo de Spuches, barone di Donnafugata (10 dicembre 1860 – 4 novembre 1861)
- Raffaele Lanza (9 novembre 1861 – 22 giugno 1862)

### Presidenti del Consiglio provinciale (1861–1928)
- Giuseppe Lombardo Giacalone (1862-1863)
- Girolamo Ardagna (1863-1864)
- Giuseppe Lombardo Giacalone (1865-1866)
- Giovanni Battista Fardella (1866-1867)
- Alberto Mistretta (1867-1869)
- Girolamo Ardagna (1869-1870)
- Salvatore Macdonal (1870-1871)
- Giulio D'Alì (1871-1872)
- Girolamo Ardagna (1872-1873)
- Alberto Mistretta (1873-1874)
- Vincenzo Favara (1874-1876)
- Giuseppe Lombardo Arcieri (1876-1877)
- Abele Damiani (1877-1894)
- Giuseppe Malato Fardella (1894-1895)
- Abele Damiani (1895-1896)
- Paolo Patera (1896-1898)
- Nunzio Nasi (1898-1904)
- Emanuele Benedetto Patera (1904-1907)
- Nunzio Nasi (1907-1908)
- Pietro Curatolo (1908-1910)
- Vincenzo Pipitone (1910-1916)

### Presidenti della Deputazione provinciale (1889–1928)
| Nº  | Nº | Ritratto | Nome                | Mandato | Mandato | Partito |
| Nº  | Nº | Ritratto | Nome                | Inizio  | Fine    | Partito |
| --- | -- | -------- | ------------------- | ------- | ------- | ------- |
| 1   |    |          | Antonino Turretta   | 1889    | 1904    | ?       |
| 2   |    |          | Enrico Platamone    | 1904    | 1905    | ?       |
| 3   |    |          | Agostino Burgarella | 1907    | 1910    | ?       |
| (1) |    |          | Antonino Turretta   | 1910    | ?       | ?       |

## Repubblica Italiana (1946–2015)

### Presidenti della Provincia (1970–2012)

#### Eletti dal Consiglio provinciale (1970–1994)
| Nº             | Ritratto       | Ritratto | Nome               | Mandato          | Mandato         | Partito                         |
| Nº             | Ritratto       | Ritratto | Nome               | Inizio           | Fine            | Partito                         |
| -------------- | -------------- | -------- | ------------------ | ---------------- | --------------- | ------------------------------- |
|                |                |          | ?                  | ?                | ?               | ?                               |
|                |                |          | Mario Barbara      | ?                | 26 luglio 1990  | Democrazia Cristiana            |
| 26 luglio 1990 | 28 aprile 1993 |          | Mario Barbara      |                  |                 | Democrazia Cristiana            |
|                |                |          | Antonino Laudicina | 25 giugno 1993   | 4 novembre 1993 | Democrazia Cristiana            |
|                |                |          | Vincenzo Russo     | 30 dicembre 1993 | 29 giugno 1994  | Indipendente di centro-sinistra |

#### Eletti direttamente dai cittadini (1994–2012)
| Nº             | Nº               | Ritratto | Nome                                    | Mandato        | Mandato          | Partito               | Elezione |
| Nº             | Nº               | Ritratto | Nome                                    | Inizio         | Fine             | Partito               | Elezione |
| -------------- | ---------------- | -------- | --------------------------------------- | -------------- | ---------------- | --------------------- | -------- |
|                |                  |          | Carmelo Spitaleri                       | 29 giugno 1994 | 25 maggio 1998   | Federazione dei Verdi | 1994     |
|                |                  |          | Giulia Adamo                            | 25 maggio 1998 | 10 giugno 2003   | Forza Italia          | 1998     |
| 10 giugno 2003 | 22 dicembre 2005 | 2003     | Giulia Adamo                            |                |                  | Forza Italia          |          |
|                |                  |          | Antonio D'Alì                           | 13 giugno 2006 | 13 febbraio 2008 | Forza Italia          | 2006     |
| –              |                  |          | Salvatore Rocca (Commissario regionale) | 10 marzo 2008  | 20 giugno 2008   | —                     | —        |
|                |                  |          | Girolamo Turano                         | 20 giugno 2008 | 31 agosto 2012   | Unione di Centro      | 2008     |

### Commissari straordinari regionali (2012–2015)
| Nominativo        | Mandato          | Mandato          |
| Nominativo        | Inizio           | Fine             |
| ----------------- | ---------------- | ---------------- |
| Luciana Giammanco | 31 ottobre 2012  | 11 aprile 2013   |
| Darco Pellos      | 11 aprile 2013   | 19 febbraio 2014 |
| Antonio Ingroia   | 19 febbraio 2014 | 31 ottobre 2014  |
| Daniela Leonelli  | 31 ottobre 2014  | 1º dicembre 2014 |
| Ignazio Tozzo     | 1º dicembre 2014 | 8 aprile 2015    |
| Angelo Sajeva     | 8 aprile 2015    | 24 aprile 2015   |
| Giuseppe Amato    | 24 aprile 2015   | 4 agosto 2015    |